# Canalul Nipru–Bug

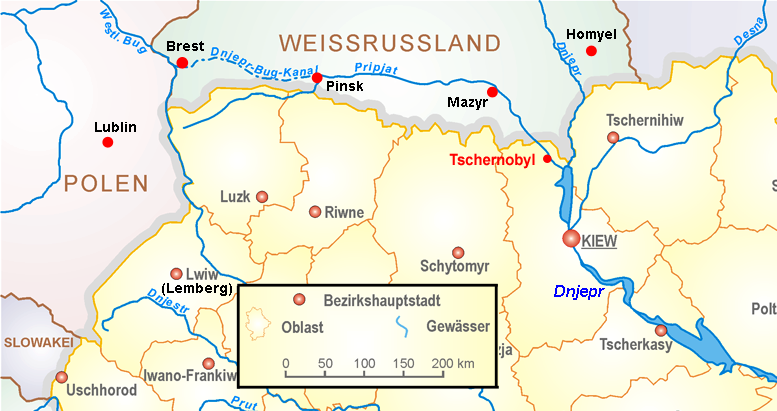
Canalul Nipru-Bug

Canalul Nipru–Bug este cel mai lung canal de transport acvatic interior din Belarus. Conectează râul Muhaveț (afluent al râului Bug) și râul Pina (afluent al râului Prîpeat). 
Inițial canalul a fost numit Canalul Regal (în poloneză Kanał Królewski) după regele Poloniei Stanisław August Poniatowski (domnie 1764–1795 ), cel care a inițiat construcția. Canalul formează o parte importantă a arterei de transport care leagă Marea Baltică și Marea Neagră. Lungimea totală a sistemului de canal de la Brest la Pinsk este de 196 km, inclusiv calea navigabilă artificială de 105 km lungime. 
Sistemul de canal cuprinde: panta vestică de la Brest la Kobrin; întinderea râului Muhaveț de 64  km cu nivelul apei reglementat; o ecluză de 58 km;  panta estică de 47  km și întinderea râului Pina de 27 km cu nivelul apei reglementat. 
Suprafața de scurgere a sistemului de canal este de 8.500 km².

## Istorie

### Origini
Construcția canalului a înflorit în Uniunea statală polono-lituaniană la sfârșitul secolului al XVIII-lea. Cu toate acestea, multe dintre canalele timpurii nu mai sunt în activitate, fiind înlocuite de căi ferate și autostrăzi. Canalul Nipru-Bug, după mai multe extinderi, continuă să ofere o cale navigabilă interioară convenabilă. Până în secolul al XVIII-lea, a existat un portaj între Kobrin și Pinsk, deoarece era o parte a importantei rute comerciale de mare distanță de la Marea Neagră la Marea Baltică. Numele râului Voloka și satul Muhovloki de lângă Kobrin reflectă existența portajului antic. Oamenii s-au stabilit de-a lungul traseului portajului din cele mai vechi timpuri (Ruta comercială de la varegi la greci). 

### Propunere și proiectare
La mijlocul secolului al XVII-lea, Jerzy Ossoliński, trezorierul de la Curtea Coroanei din Uniunea statală polono-lituaniană a fost primul care a sugerat ideea de modernizare a portajului la un canal cu ecluze. Cu toate acestea, activitatea a început abia 120 de ani mai târziu. În 1770, canalul a fost planificat de proeminentul cartograf Franciszek Florian Czaki.

### Construcție și exploatare
Canalul a fost construit în 1775-1784 în timpul domniei lui Stanisław August Poniatowski, ultimul rege al Uniunii statale polono-lituaniene. Inițial a fost numit Kanał Królewski (în română Canalul Regall), după regele polonez de la inițierea proiectului. Lucrări suplimentare au fost efectuate începând cu 1837 de Imperiul Rus și finalizate în jurul anilor 1846-1848. Pentru alimentarea sistemului de canale cu apă, în principal ecluză de 58 km, lucrări la apele curgătoare Beloozerski și Orehovski  au fost începute în 1839 și finalizate în 1843. Numărul de baraje mobile între Brest și Pinsk a ajuns la 22. Prin urmare, canalul a devenit navigabil pentru navele mai mari, cu aburi în orice moment, din primăvară până în toamnă. În 1847, Kanał Królewski a fost redenumit Dneprovo-Bugski Canal.

### Declin și abandon
După construcția căii ferate de-a lungul canalului la sfârșitul secolului al XIX-lea, canalul a fost folosit mai ales pentru plutele cu cherestea, un produs care era exportat în țările occidentale. În timpul Primului Război Mondial, canalul nu a fost folosit. 

### Reconstrucție
În timpul anilor 1920, a fost reconstruit parțial din nou pentru Flotila Riverană a Marinei Poloneze  (în poloneză Flotylla Rzeczna Marynarki Wojennej   ), mai cunoscută sub numele Flotilla Pinsk. Flotilla a fost ramura interioară a marinei poloneze care a funcționat în zona Mlaștinilor Pinsk (Pripet), între războiul polono-bolșevic și Al Doilea Război Mondial. În anii 1920 au fost construite 2 ecluze. 
În 1940, autoritățile sovietice au inițiat o reconstrucție pe scară largă a canalului. O întindere de 23 km a canalului a fost construită lângă Kobrin pentru a îndrepta canalul vechi. Au fost construite 8 ecluze pentru a înlocui barajele mobile. 
Navigarea pe Canalul Nipru-Bug este întreruptă de stăvilare pe râurile Muhaveț și Bug lângă Brest, Belarus, orașul de frontieră. Acesta este singurul loc care face imposibilă, deocamdată, navigarea din Europa de Vest în Belarus și Ucraina prin căi navigabile interioare. Căile navigabile de la granița germano-poloneză (via râul Oder, prin râurile Warta, Brda și Noteć, canalul Bydgoszcz, râul Vistula, râul Narew, râul Bug) au fost folosite pentru a lega căile navigabile interioare din Belarus și Ucraina prin râul Muhaveț, Canalul Nipru–Bug, râul Prîpeat și râul Nipru), conectând astfel nord-vestul Europei cu Marea Neagră. 

### Declin și reînnoire
Recentul barajul din Bug, care a făcut imposibilă trecerea navelor, a dus la o neglijare considerabilă a celei mai vestice părți a râului Muhaveț; unele ecluze au fost umplute și la portul Brest se poate ajunge doar cu navele care se apropie dinspre est.
Mai recent s-au întreprins eforturi pentru restabilirea canalului la o cale navigabilă interioară de clasă IV de importanță internațională. În 2003, Guvernul Republicii Belarus a adoptat programul de dezvoltare a apei interioare și a transportului maritim pentru a reconstrui ecluzele Canalului Nipru – Bug pentru a respecta standardele unei căi navigabile europene din clasa Va. Potrivit guvernului din Belarus (a se vedea raportul de mai jos), au fost reconstruite ecluze care permit trecerea navelor de 110 metri lungime, 12 metri  lățime și cu un pescaj de 2,2 metri. Se așteaptă ca reconstrucția să continue în următorii câțiva ani.